# Communauté de communes du Pays d’Azay-le-Rideau
Die Communauté de communes du Pays d’Azay-le-Rideau  ist ein ehemaliger französischer Gemeindeverband mit der Rechtsform einer Communauté de communes im Département Indre-et-Loire in der Region Centre-Val de Loire. Sie wurde am 1. Dezember 2000 gegründet und bestand aus 12 Gemeinden. Der Verwaltungssitz befand sich im Ort Azay-le-Rideau.

## Historische Entwicklung
Mit Wirkung vom 1. Januar 2017 fusionierte der Gemeindeverband mit der Communauté de communes du Val de l’Indre und bildete so die Nachfolgeorganisation Communauté de communes Touraine Vallée de l’Indre.

## Ehemalige Mitgliedsgemeinden
1. Azay-le-Rideau
2. Bréhémont
3. Cheillé
4. La Chapelle-aux-Naux
5. Lignières-de-Touraine
6. Pont-de-Ruan
7. Rigny-Ussé
8. Rivarennes
9. Saché
10. Thilouze
11. Vallères
12. Villaines-les-Rochers